# خوووچکوو
خوووچکوو (به لهستانی:  Hołuczków) یک روستا در لهستان است که در گمینا تراوا ووووسکا واقع شده‌است. خوووچکوو ۲۱۰ نفر جمعیت دارد.